# Terricola duodecimcostatus
Microtus (Terricola) duodecimcostatus (норик середземноморський) — вид гризунів родини Хом'якові (Cricetidae).

## Поширення
Ендемік західної частини Середземномор'я, де він зустрічається на території Андорри, південної Франції, Португалії, Іспанії. Зустрічається від рівня моря до 2250 м. Проживає у відкритих місцях з відносно глибоким, пухким ґрунтом, де будує підземні нори. Зустрічається у ряді антропогенних місцях проживання, включаючи пасовища, орні землі, сади. Також зустрічається в деревно-чагарникових комплексах.

## Загрози та охорона
Боротьба з шкідниками може привести до дуже значного скорочення популяції. Зустрічається в багатьох природоохоронних територіях.

## Ресурси Інтернету
- Aulagnier, S. & Palomo, L.J. 2008. Microtus duodecimcostatus [Архівовано 26 вересня 2013 у Wayback Machine.]

| Панда | Це незавершена стаття з теріології. Ви можете допомогти проєкту, виправивши або дописавши її. |